# نیوتون سنتر (ماساچوست)
نیوتون سنتر (به انگلیسی: Newton Centre) یک روستا در ایالات متحده آمریکا است که در ماساچوست واقع شده‌است. نیوتون سنتر ۹۱٫۴۴ متر بالاتر از سطح دریا واقع شده‌است.